# Noel Edmonds
Noel Ernest Edmonds, né le 22 décembre 1948, est un présentateur de télévision, disc jockey, écrivain, producteur et homme d'affaires anglais. Edmonds s'est d'abord fait connaître en tant que disc-jockey sur Radio Luxembourg avant de passer à BBC Radio 1 au Royaume-Uni. Durant sa carrière, il présente diverses émissions de radio et programmes télévisés de divertissement, travaillant à l'origine pour la BBC, puis pour Sky UK et Channel 4. Son travail à la télévision comprend Top of the Pops (1972-1978), Multi-Coloured Swap Shop (1976-1982), Top Gear (1979-1980), The Late, Late Breakfast Show (1982-1986), Telly Addicts (1985- 1998), The Noel Edmonds Saturday Roadshow (1988-1990), Noel's House Party (1991-2000) et Deal or No Deal (2005-2016).

## Biographie

### Jeunesse
Noel Ernest Edmonds est le fils de Dudley Edmonds, un directeur d'établissement scolaire travaillant dans le Hainault, à Londres, et de Lydia Edmonds, une professeure d'art,. Edmonds fréquente l'école primaire Glade à Clayhall et l'école Brentwood à Brentwood dans l'Essex.
Après avoir envoyé des bandes à plusieurs radios offshores, Edmonds est recruté en 1968 pour travailler comme lecteur de nouvelles sur Radio Luxembourg.

## Habitudes
Edmonds a l'habitude de parler de soi à la troisième personne.